# スモリャン
スモリャン（ブルガリア語: Смо̀лян）は、ブルガリアの町である。スモリャン州に属し、同州の州都に定められている。西ロドピ山地に含まれるゴリャムペレク山の東麓に位置し、アルダ川の支流であるチェルナ川の上流を囲う渓谷に市街地が形成されている。ギリシャとの国境に近いブルガリア南部に位置し、スキーリゾート地となっている。2011年2月当時の人口は30,283人である。

## 名称
スモリャンの語源はスラヴ人の一派であるスモリャニ族であり、彼らの名前はスラヴ語で「樹脂」を意味する"smola"に由来すると考えられている。
南極大陸のサウス・シェトランド諸島に含まれるリヴィングストン島の地名であるスモリャン・ポイントは、スモリャンから取られた。

## 歴史
スモリャン地域に人類が居住したのは紀元前13世紀の青銅器時代末期に遡ると考えられている。スモリャン近郊からは紀元前9世紀の遺跡が出土し、7世紀から9世紀にかけて建立された初期のバシリカ教会の遺跡が発掘されている。
スラヴ人侵入後、スモリャンは第一次ブルガリア帝国、東ローマ帝国、第二次ブルガリア帝国によって統治されていた。14世紀の大部分、スモリャンはロドピ山脈沿いの地域を勢力下に置くブルガリアの封建君主モムチルの支配下にあった。1372年にスモリャンはオスマン帝国に征服され、16世紀のオスマン帝国のスルターン・セリム1世の治世にスモリャンは宮廷医アハ・チェレビに与えられ、彼の名前である「アハチェレビ（Ahacherebi）」の名前で呼ばれるようになる。17世紀に町はエゼロヴォ（Ezerovo）に改称され、さらにバシュマクラ（Bashmakla）、パシュマクラ（Pashmakla）と名前が変わった。
第一次バルカン戦争の最中、1912年にスモリャンはオスマン帝国の支配から解放された。1934年にパシュマクラはスモリャンに改称される。1960年にチェルナ川沿岸のスモリャン、ライコヴォ、ウストヴォが合併し、現在のスモリャン市が誕生した。

## 人口
第二次世界大戦直後のスモリャンの人口は約5000人だった。主に周辺の村落からの移住者のため、10年毎の調査のたびに人口は増加し、1990年代初頭に34,000人を超えて最大に達した。

### 民族構成
2011年の国勢調査によれば、スモリャン市民の民族的アイデンティティは以下のように分布していた。
- ブルガリア人：25,045人（97.0%）
- ロマ系ブルガリア人（英語版）: 258人（1.0%）
- トルコ系ブルガリア人（英語版）：153人（0.6%）
- その他：120人（0.5%）
- 不明：248人（1.0%）
  - 無回答：4818人（15.7%）

合計：30,642人

## 気候
スモリャンは大陸性気候と地中海性気候両方の特徴を併せ持っている。東から吹き付ける暖かく湿った風がスモリャンの気候に影響を与え、夏季は冷涼であり、冬季は比較的温暖ながらも降雪量が多くなっている。
| スモリャンの気候       | スモリャンの気候 | スモリャンの気候 | スモリャンの気候 | スモリャンの気候 | スモリャンの気候 | スモリャンの気候 | スモリャンの気候 | スモリャンの気候 | スモリャンの気候 | スモリャンの気候 | スモリャンの気候 | スモリャンの気候 | スモリャンの気候 |
| 月                     | 1月              | 2月              | 3月              | 4月              | 5月              | 6月              | 7月              | 8月              | 9月              | 10月             | 11月             | 12月             | 年               |
| ---------------------- | ---------------- | ---------------- | ---------------- | ---------------- | ---------------- | ---------------- | ---------------- | ---------------- | ---------------- | ---------------- | ---------------- | ---------------- | ---------------- |
| 平均最高気温 °C （°F） | 2.7 (36.9)       | 4.5 (40.1)       | 9.2 (48.6)       | 13.6 (56.5)      | 18.5 (65.3)      | 22.2 (72)        | 25.6 (78.1)      | 25.7 (78.3)      | 21.1 (70)        | 16.3 (61.3)      | 10.2 (50.4)      | 4.1 (39.4)       | 14.6 (58.3)      |
| 平均最低気温 °C （°F） | −5.2 (22.6)      | −3.4 (25.9)      | −2.1 (28.2)      | 3.9 (39)         | 7.7 (45.9)       | 10.8 (51.4)      | 12.8 (55)        | 12.7 (54.9)      | 8.8 (47.8)       | 4.7 (40.5)       | 1.1 (34)         | −3.8 (25.2)      | 4.0 (39.2)       |
| 降水量 mm （inch）     | 80 (3.15)        | 70 (2.76)        | 90 (3.54)        | 90 (3.54)        | 200 (7.87)       | 100 (3.94)       | 80 (3.15)        | 30 (1.18)        | 10 (0.39)        | 90 (3.54)        | 180 (7.09)       | 210 (8.27)       | 1,290 (50.79)    |
| % 湿度                 | 72               | 74               | 69               | 70               | 70               | 69               | 66               | 57               | 62               | 74               | 72               | 77               | 69               |
| 出典：                 |                  |                  |                  |                  |                  |                  |                  |                  |                  |                  |                  |                  |                  |

## 経済
18世紀から19世紀にかけてスモリャン地域の経済活動が活性化し、繊維、衣類、木材、家具、胴細工、金細工などの製品が生産された。近代以降も機械器具、食品加工、木材、繊維などの工場が稼動し、市の北部には歴青炭を産出する炭田がある。Viastroy-engineering、Diulgerなどの市を代表する大企業は建築の分野で活動しているが、市内の労働者の多くはアパレル産業、繊維業に従事している。ブルガリア国内の他の地域に比べて林業が発達しており、環境に配慮した伐採が行われている。
また、町周辺の自然環境を活用したウィンタースポーツ、スモリャン湖周辺の自然公園の整備が進められている。

## 教育、文化
スモリャンは地域の教育の中心地となっており、プロヴディフ大学の教育学部をはじめ、高等学校、専門学校が設置されている。天体観察に適した立地にあるスモリャンの近郊には、ロジェン天文台が建てられている。スモリャンにはブルガリア最大の天文台付きプラネタリウムが置かれ、さまざまな催しが開かれている。
19世紀ごろから始まった経済成長の過程で、スモリャンには劇場や博物館が建てられ、多くの教会が建立された。町唯一の劇場であるロドピ劇場では、毎年夏に「ロドピ国際演劇実験室」の名前で知られる演劇家と学者のシンポジウムが開かれている。ストユ・シシコフ地方歴史博物館では、ロドピ地方に関する豊富な展示品が設けられている。
ウインタースポーツの分野ではスモリャンは長い伝統があり、近郊のパムポロヴォはスキー、スノーボードを楽しめるリゾート地となっている。ブルガリアプロサッカーリーグに属するPFCロドハ・スモリャンのホームタウンであり、同チームは2003年から2007年の間リーグのトップディビジョンであるAグルパに属していた。

## 建築
ライコヴォ地区のチェシツカ・マハラ保存区には、1835年以降に建てられた家屋が残されている。それらの建物は兄弟が住む2棟の家屋を1つに結合させる独自の様式をとっており、「兄弟家屋」と呼ばれている。1873年に建てられたギョルジェフ家の邸宅もそうした兄弟家屋の1つであり、現在はハンガリーの詩人・翻訳家のラースロー・ナジの博物館となっている。

## 交通
スモリャン市内には自動車道が通っているが、市内に鉄道駅は置かれておらず、市から80km以上離れたアセノヴグラト駅が最も近い駅となっている。

## 姉妹都市、協定都市
- ヴォル（エストニア）[9][11]
- エイラート（イスラエル）[9][12]
- カルーガ（ロシア）[9]
- キシュペスト（ハンガリー）[9]
- 許昌市（中華人民共和国）[13]
- クサンティ（ギリシャ）[9]
- コントログエッラ（イタリア）[9]
- スウツク（ベラルーシ）[9]
- ズール（ドイツ）[9]
- ノヴィ・ソンチ（ポーランド）[9]
- バルツィ（モルドバ）[9]
- ポリ（フィンランド）[9]
- マルティンシクーロ（イタリア）[9]

## ギャラリー

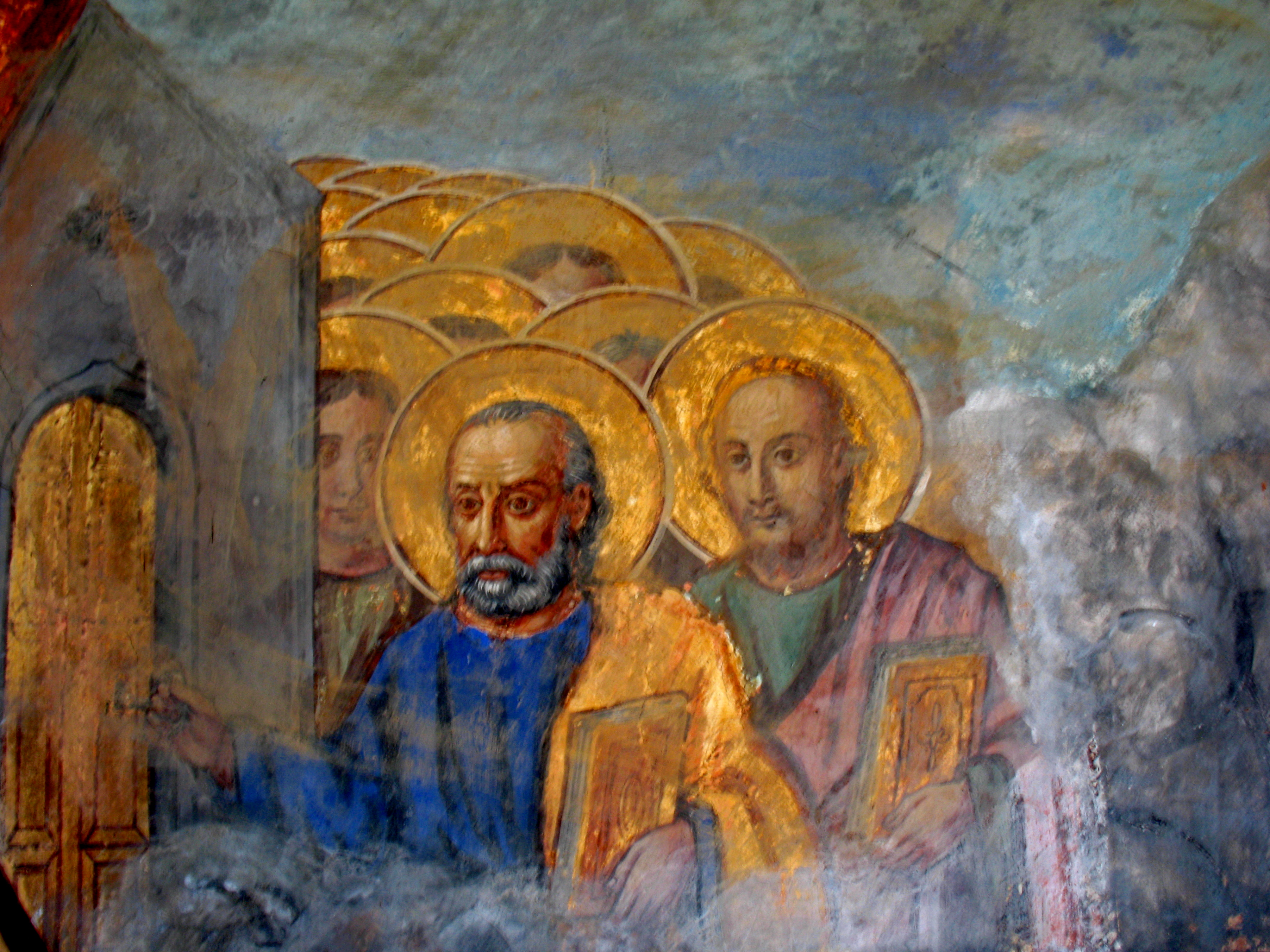
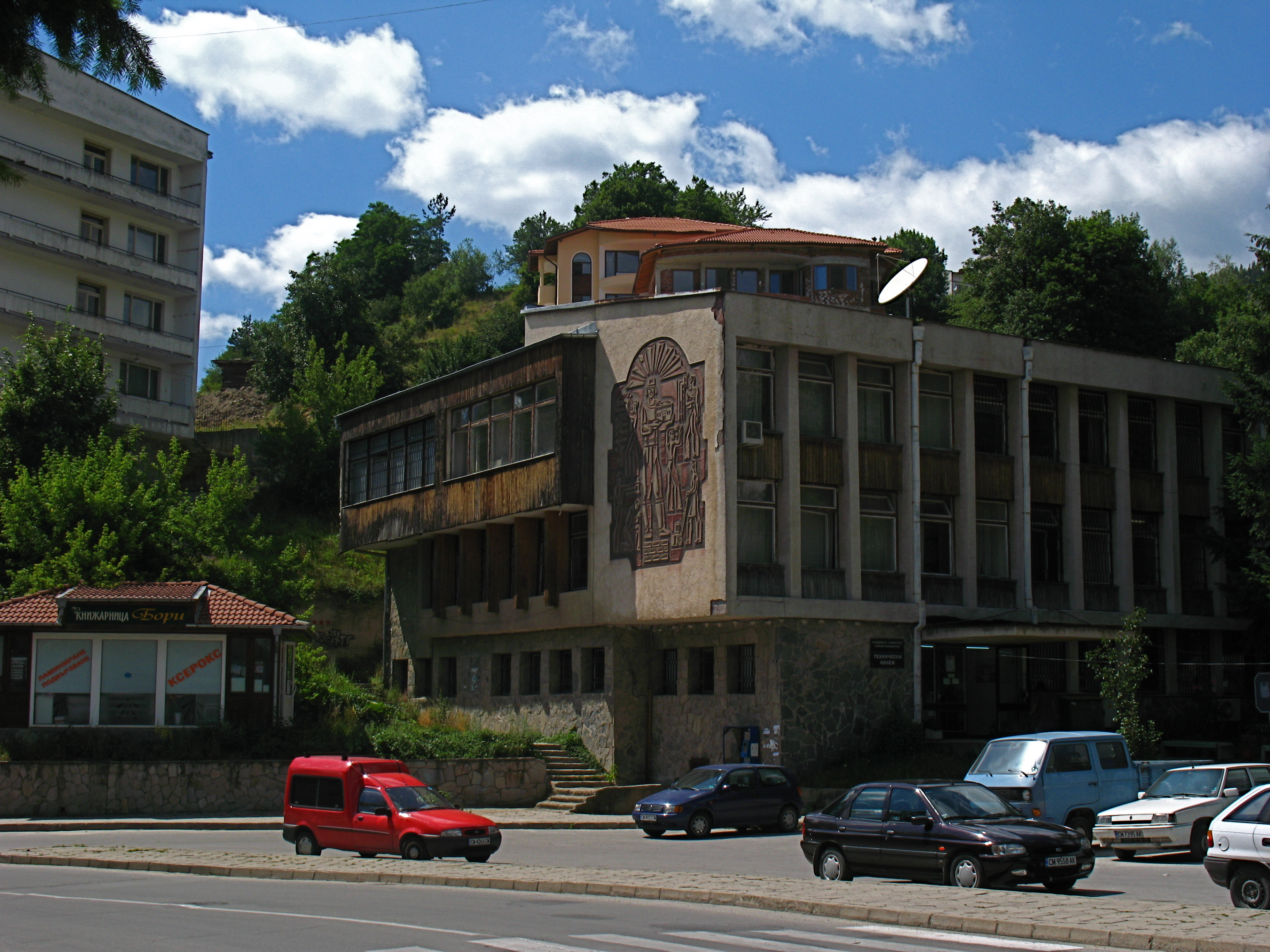
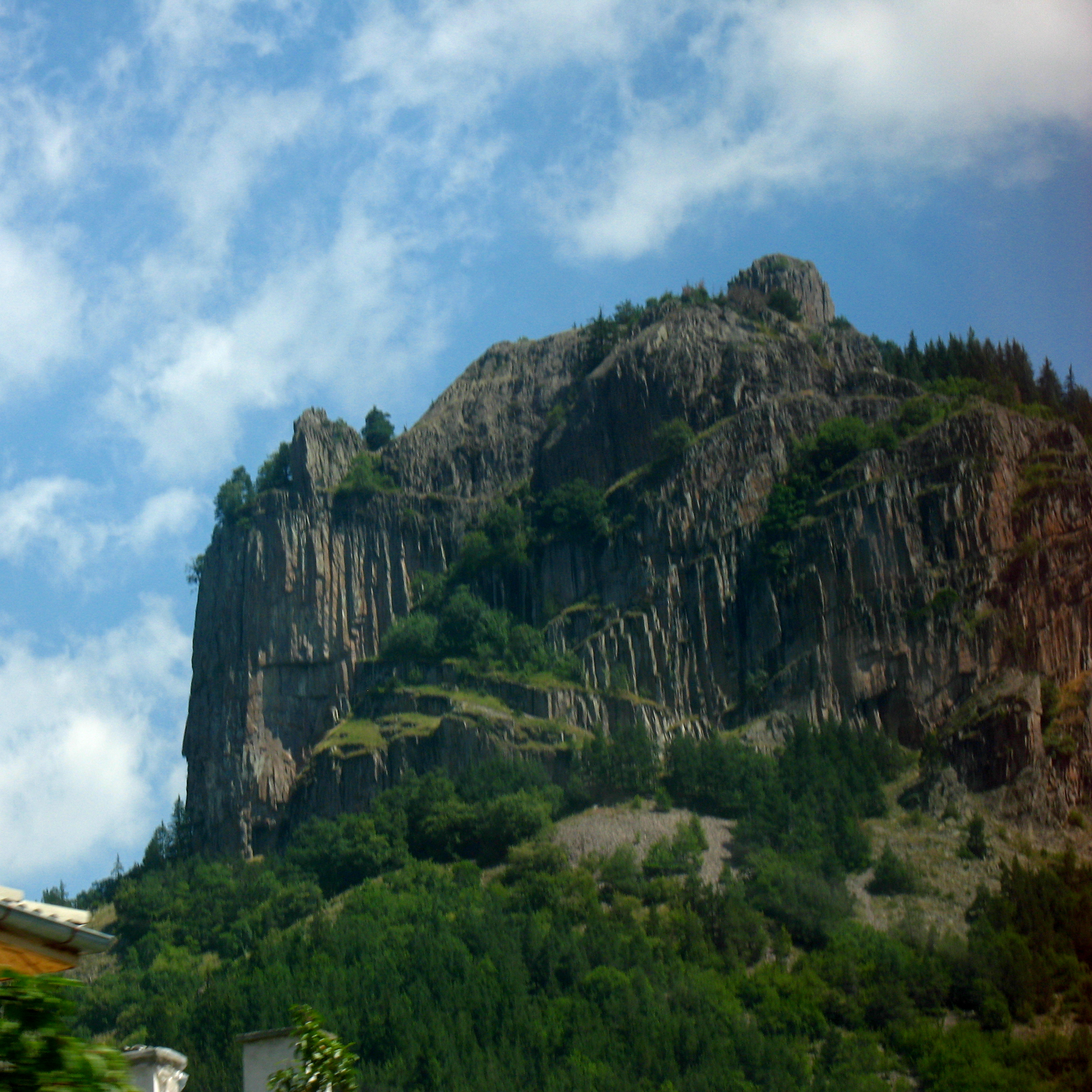
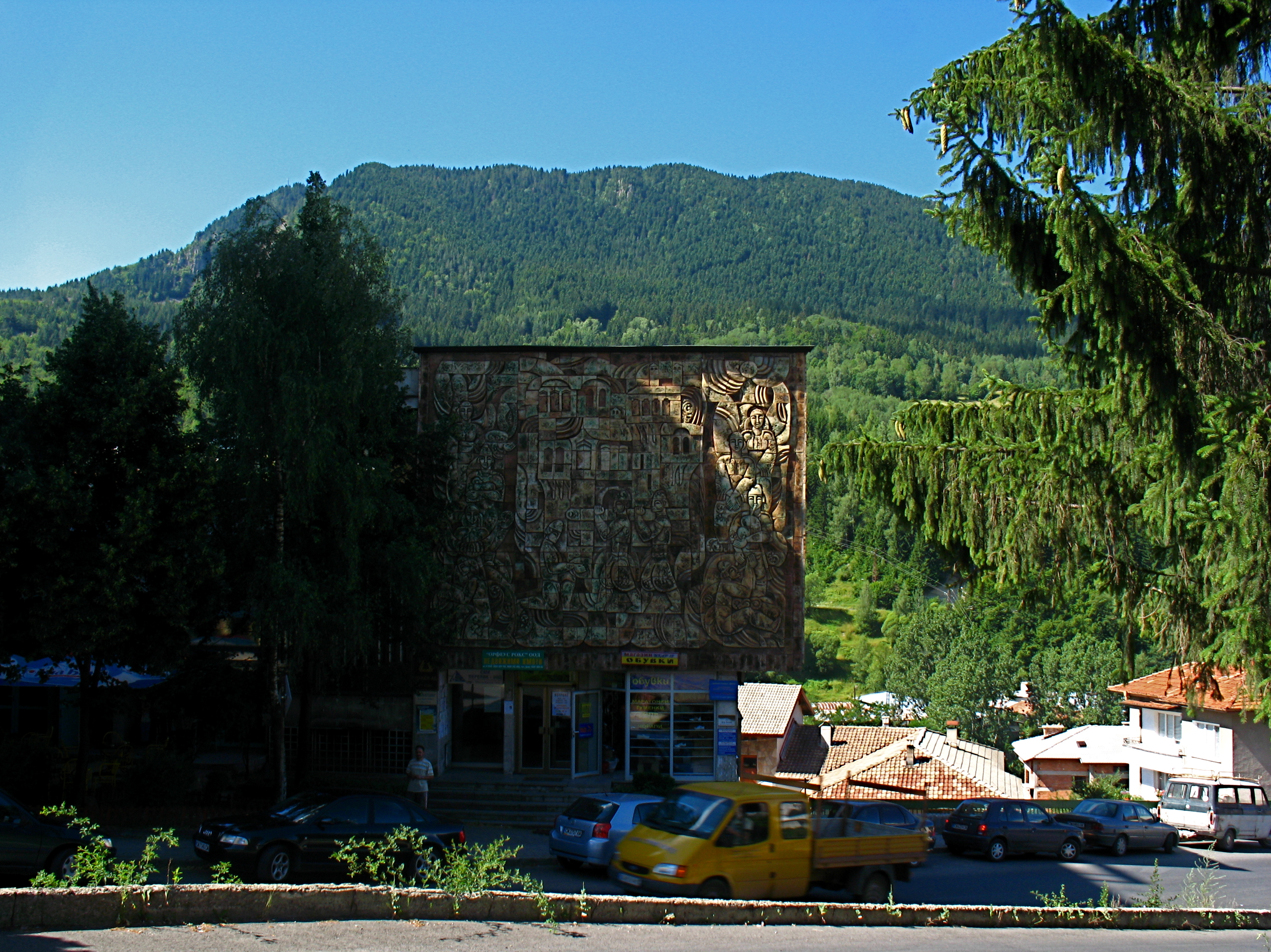
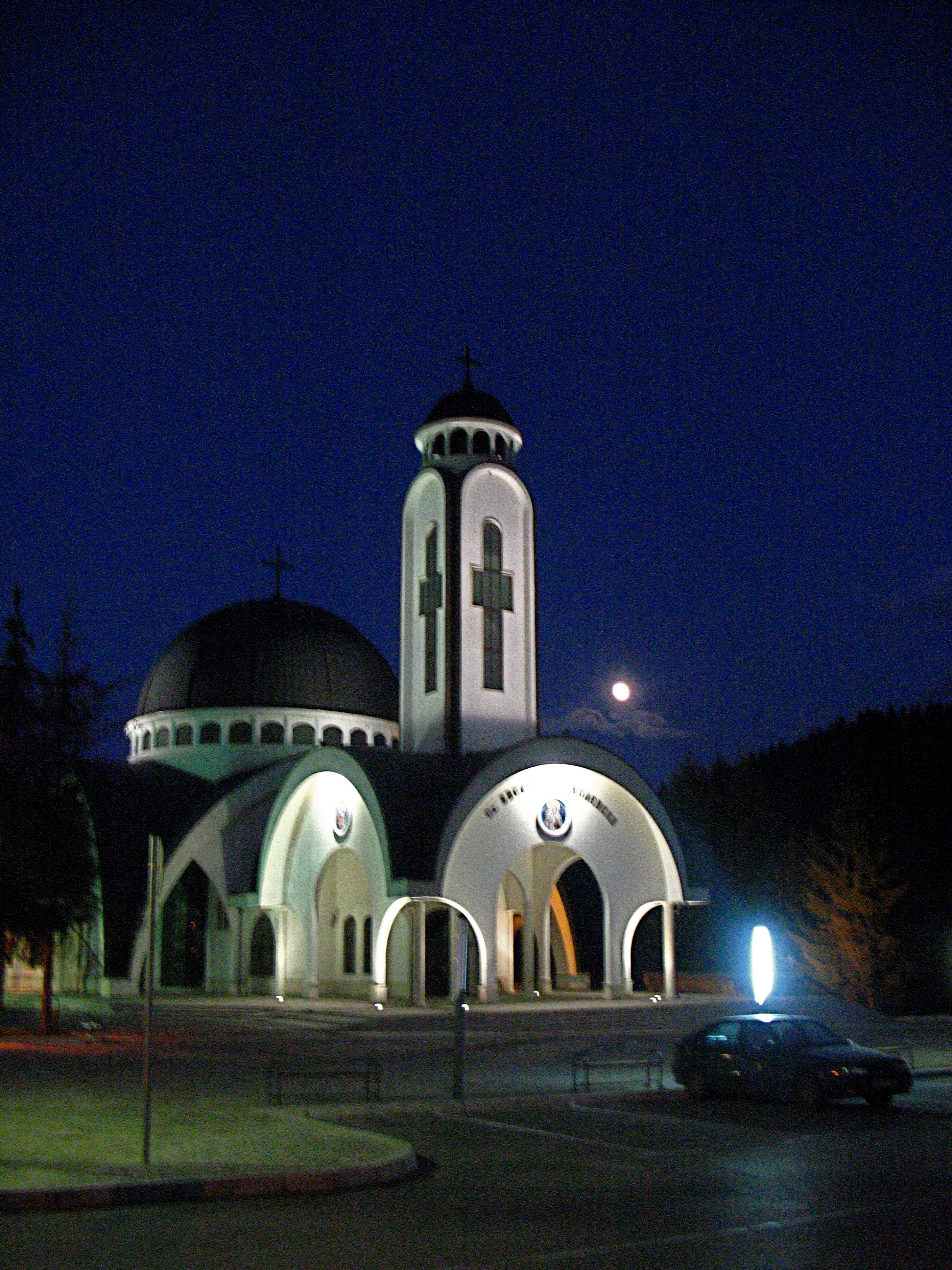
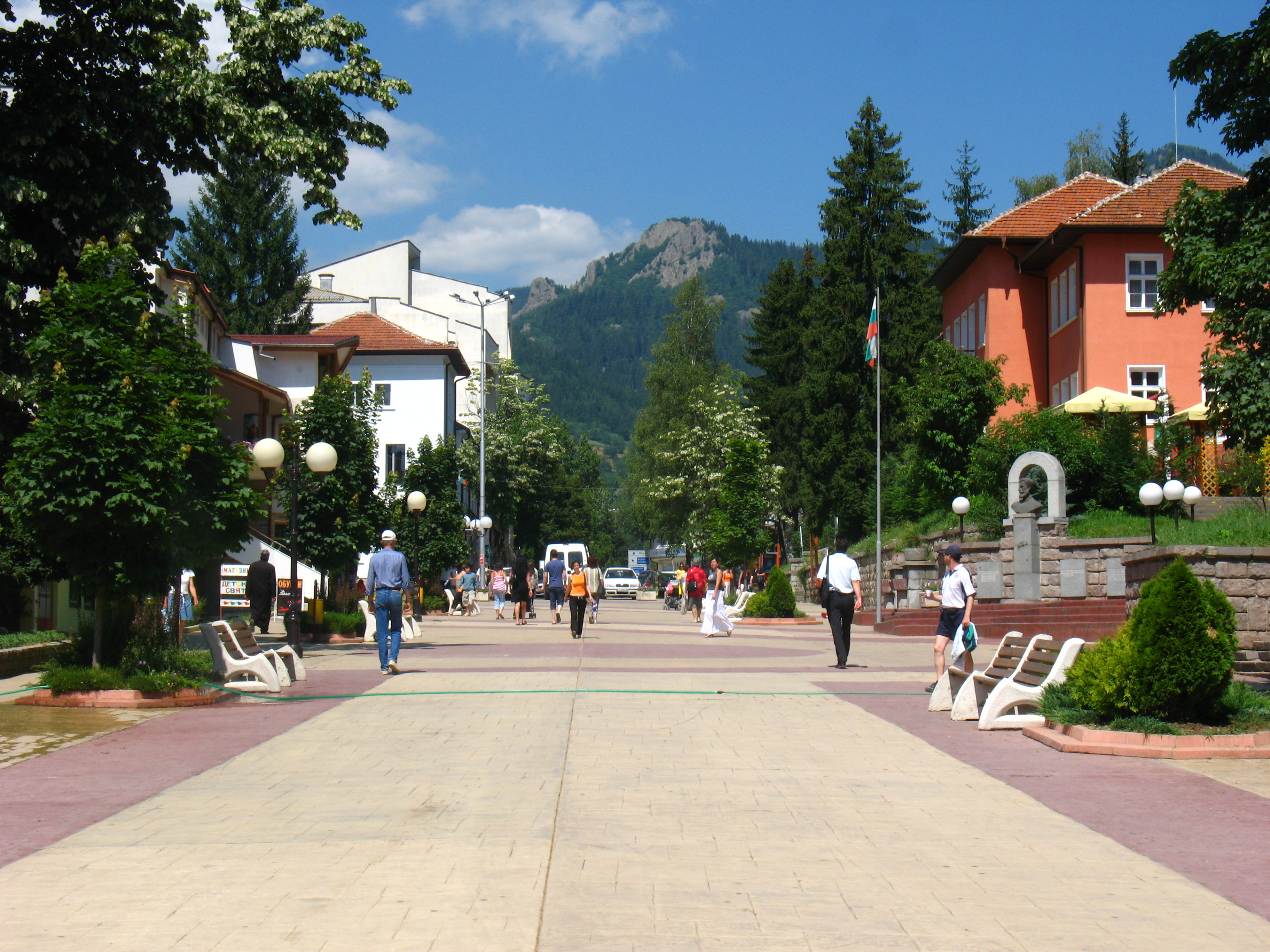
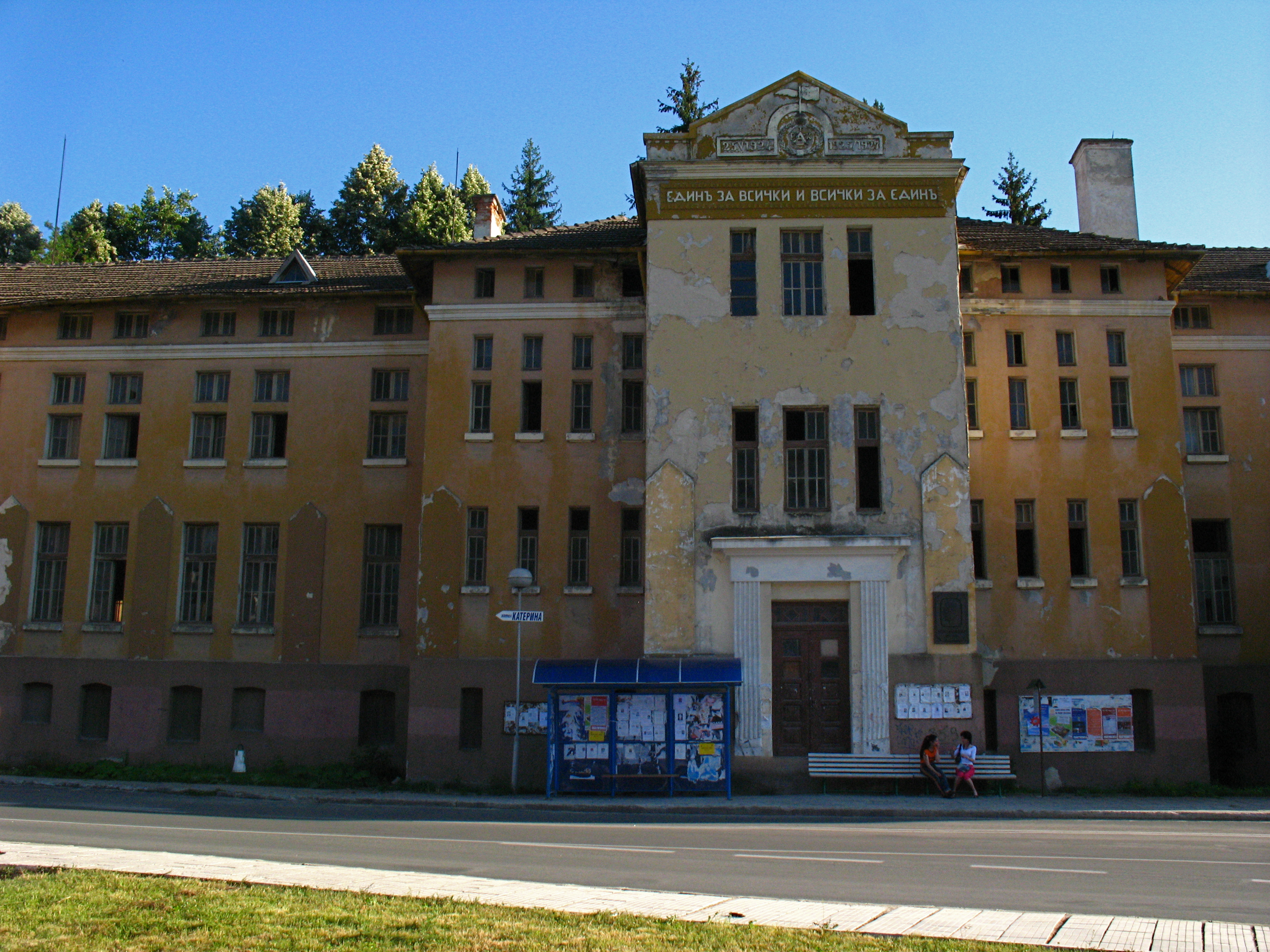
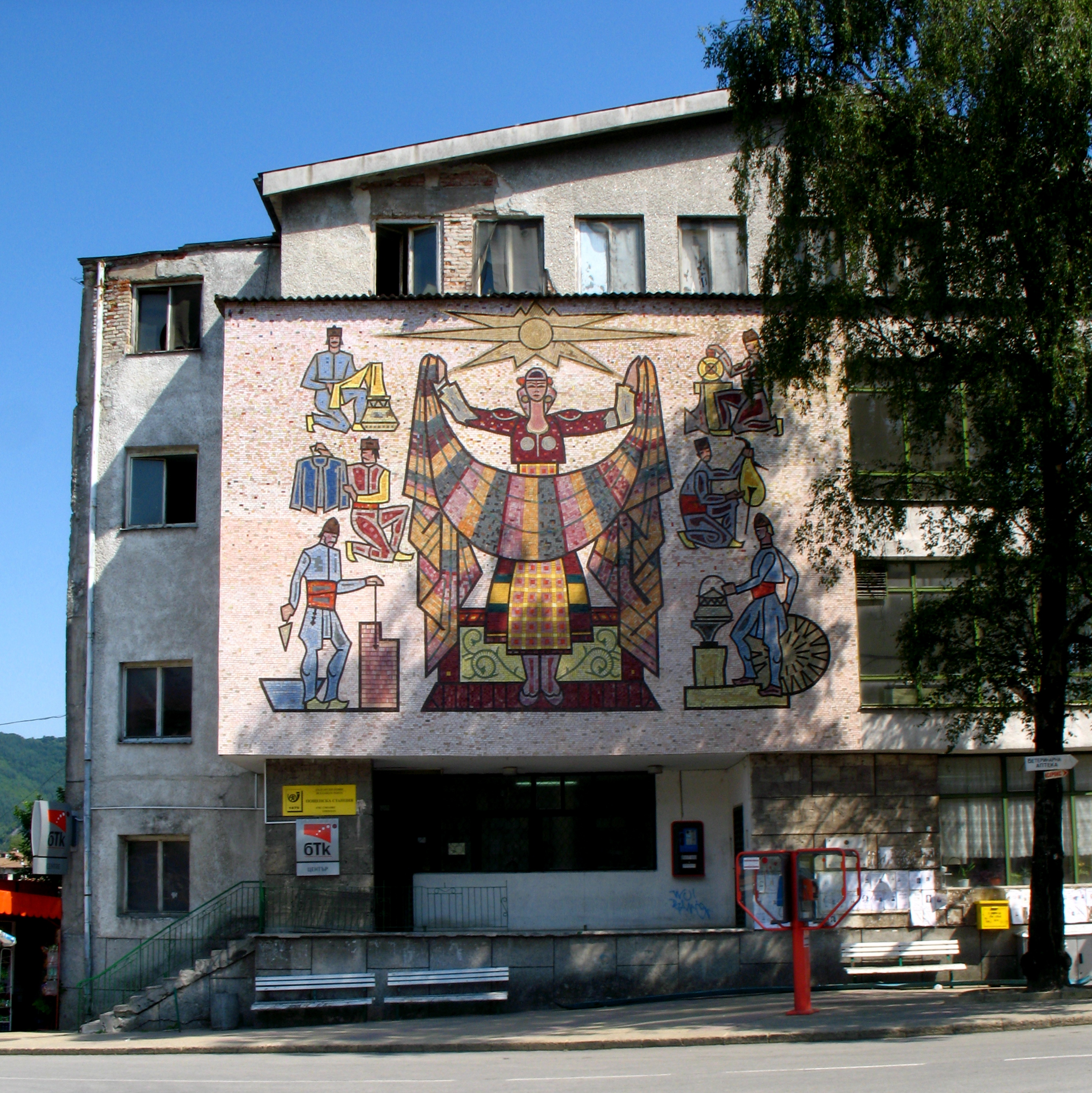
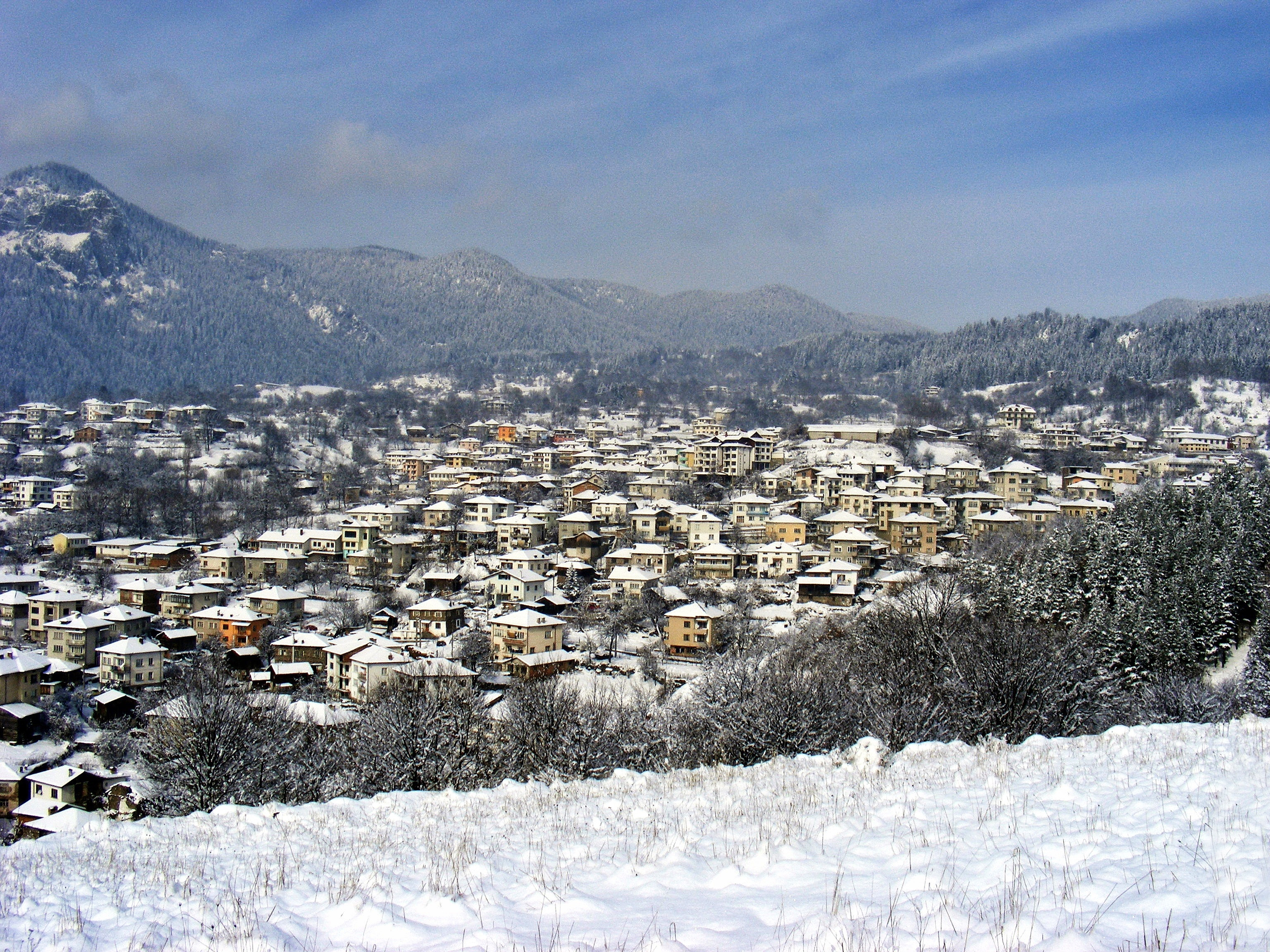
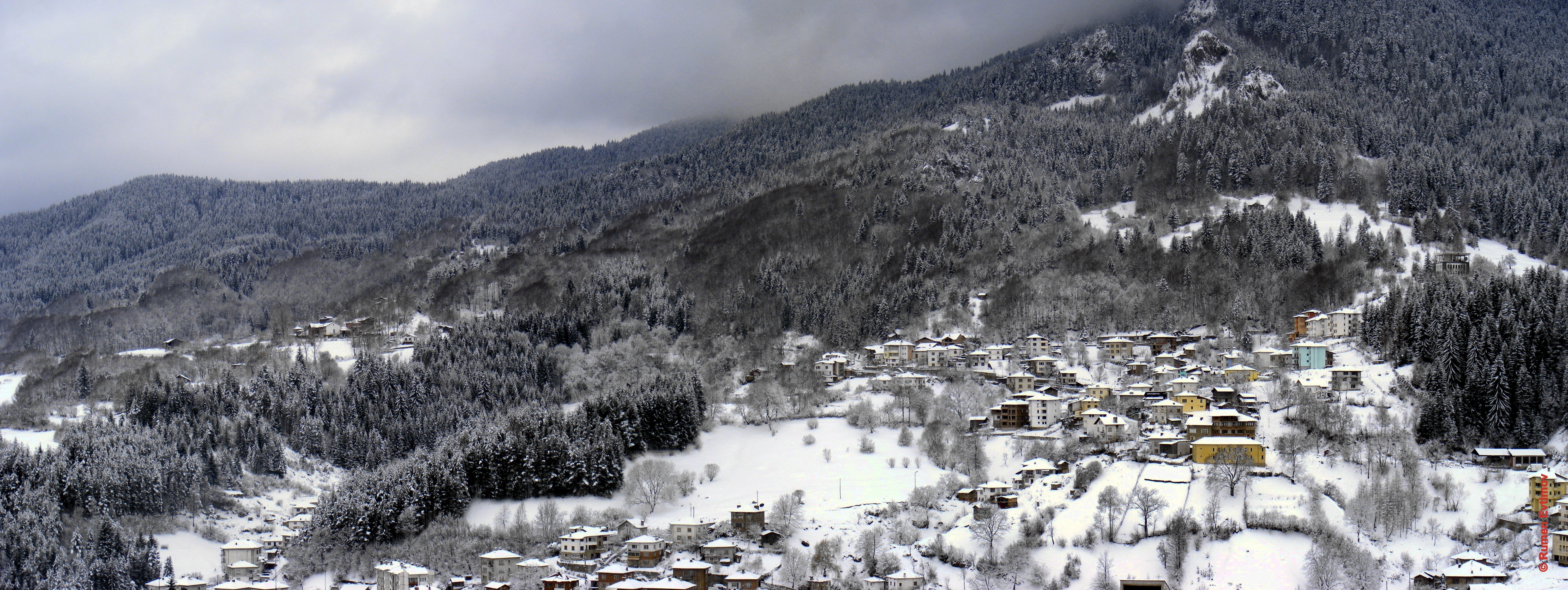
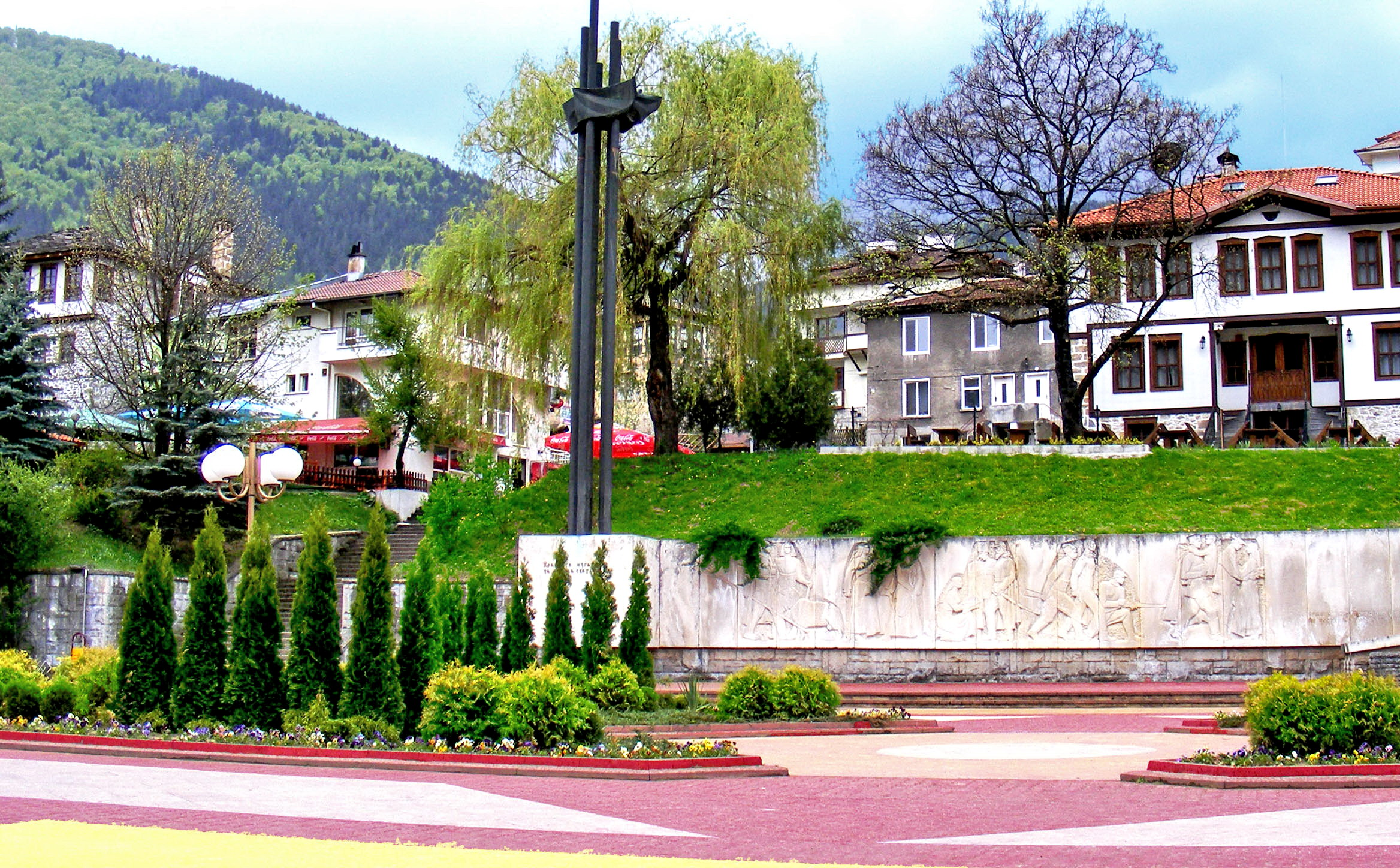
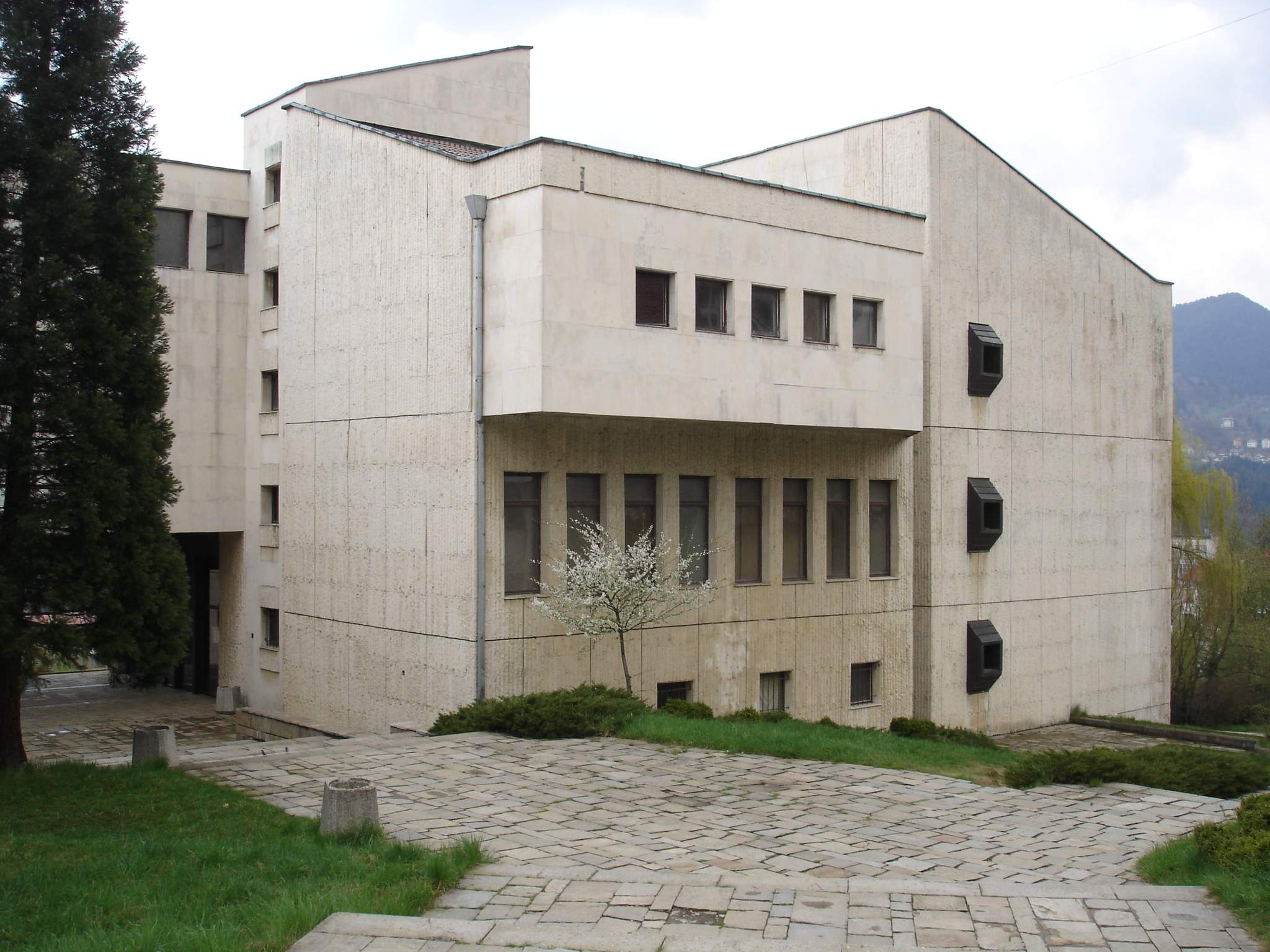